# 神學家聖約翰教堂

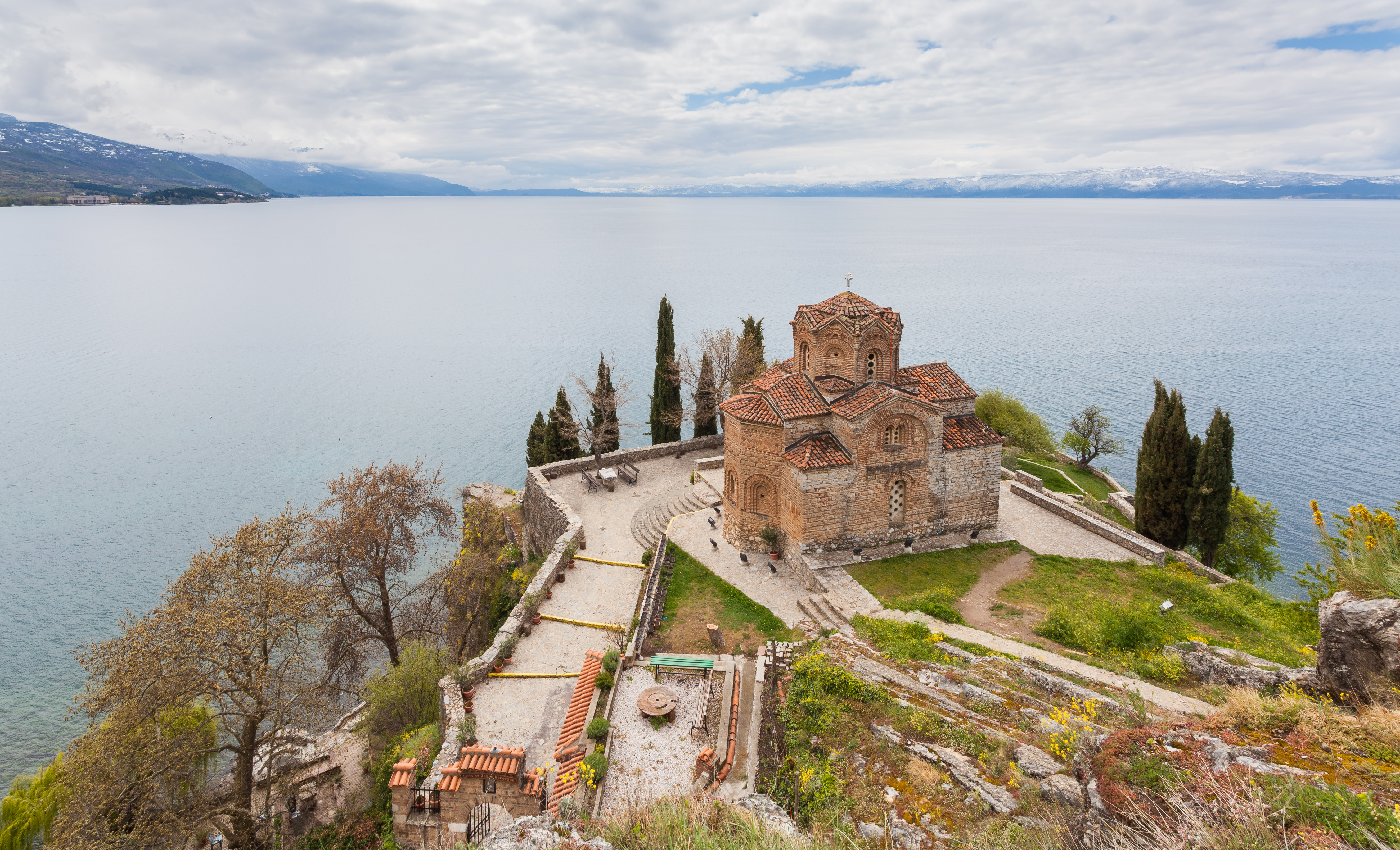

神學家聖約翰教堂是北馬其頓奧赫里德的一座教堂。聖約翰教堂位於奧赫里德湖畔的一座小山上，在這裡可以俯瞰整個奧赫里德湖。

## 外部連結
41°6′39.91″N 20°47′19.17″E / 41.1110861°N 20.7886583°E